# Dont
Dont (Dónt in dialetto zoldano) è una frazione del comune italiano di Val di Zoldo, in provincia di Belluno.

## Geografia fisica
Sorge sulla riva destra del torrente Maè, presso la confluenza con il Duràn e quindi all'imboccatura della val di Goima.

## Storia
Il nome si lega forse al termine dialettale zonta "aggiunta" perché qui si sarebbe trovata una stazione per l'aggiunta dei cavalli ai carri che dovevano valicare il passo Duran.
In passato fu sede di una regola comprendente anche i villaggi di Villa, Foppa, Sottorogno, Pradel e Cercenà. L'ente fu soppresso sotto Napoleone per essere sostituito dagli odierni comuni.
Come altri centri dello Zoldano, fu sede di numerose officine per la lavorazione del ferro che si estraeva nei dintorni (celebri quelle dei Battistin "Baga"). Fu il primo villaggio della valle ad essere dotato di energia elettrica (1910-1911).

## Monumenti e luoghi d'interesse

### Chiesa di Santa Caterina
Dell'edificio si hanno notizie solo dall'inizio del Cinquecento ma la sua origine è certamente più antica. Le prime attestazioni, infatti, riferiscono che all'epoca la chiesa era già consacrata e che disponeva di sagrestia, cimitero e anche di alcune proprietà terriere (prati a Colcerver). Sul finire del secolo si cominciò a progettare il campanile.
Nel 1729 la regola di Dont chiese e ottenne dal vescovo di Belluno Valerio Rota di ampliare il luogo di culto a causa dell'aumento della popolazione. I lavori si protrassero sino al 1734-1735. Nel 1780 venne costruito l'attuale campanile, in sostituzione del precedente secentesco.
Altri rifacimenti si ebbero attorno al 1898, quando la chiesa fu elevata a parrocchiale, e nel corso del Novecento.
Santa Caterina custodisce numerose opere d'arte di pregio. Presso l'arco trionfale si trovano due statue policrome (Crocifisso tra la Madonna addolorata e San Giovanni evangelista) scolpite da un anonimo nel 1734, mentre sulle lesene dello stesso sono stati appesi due affreschi (San Rocco e San Sebastiano) staccati dalla vicina casa De Lazzer e attribuiti ad Antonio Rosso (XV-XVI secolo).
L'altare maggiore è di Giovanni Battista Panciera Besarel (padre del più noto Valentino); dello stesso autore una Madonna della Salute con Bambino posta nella nicchia soprastante, realizzata nel 1836 per chiedere la fine di un'epidemia di colera. Le pareti del presbiterio e del soffitto sono decorate da un ciclo di affreschi con figure di santi di Carlo Alberto Zorzi (1947).
L'altare di sinistra, dedicato alla Passione, è stato trafugato nel 1985; resta solo l'alzata, ricostruita nel 1995 impiegando alcune statue secentesche di Giovanni Battista Auregne. Dello stesso periodo è un altro altare in legno dorato che richiama l'arte dei Costantini. Nella cappella di destra è esposto un imponente monumento ad Andrea Brustolon, realizzato nel 1878 da Valentino Panciera Besarel e inaugurato nel 1885. Infine, vanno citate due tele di Lorenzo Pauliti (mediocre artista cinquecentesco), una copia dell'Ultima cena della chiesa di Astragal e un dipinto ottocentesco di Giovanni Battista Lazzaris, contadino del luogo che si cimentò nella pittura da autodidatta.